# Лайл, Уильям, 4-й барон Лайл из Ружемонта
Уильям Лайл (англ. William de Lisle; умер не позже 1428 года) — английский аристократ, 4-й барон Лайл из Ружемонта примерно с 1399 года. Второй сын Джона Лайла, 2-го барона Лайла из Ружемонта, и его жены Мод де Грей. Унаследовал семейные владения и титул после смерти старшего брата Роберта, не оставившего сыновей. Сам умер неженатым и бездетным, так что титул барона Лайла из Ружемонта перешёл в состояние ожидания.